# Chloroclanis olivolinea
Chloroclanis olivolinea är en fjärilsart som beskrevs av James John Joicey och William James Kaye 1917. Chloroclanis olivolinea ingår i släktet Chloroclanis och familjen svärmare. Inga underarter finns listade i Catalogue of Life.